# Melanie Griffith
Pour les articles homonymes, voir Griffith.
 (février 2015).
Melanie Griffith est une actrice américaine née le 9 août 1957 à New York (États-Unis). Elle est la fille de Peter Griffith et de l'actrice Tippi Hedren.
Elle a notamment été mariée aux acteurs Don Johnson (avec qui elle a eu une fille, Dakota Johnson) et Antonio Banderas.

## Biographie

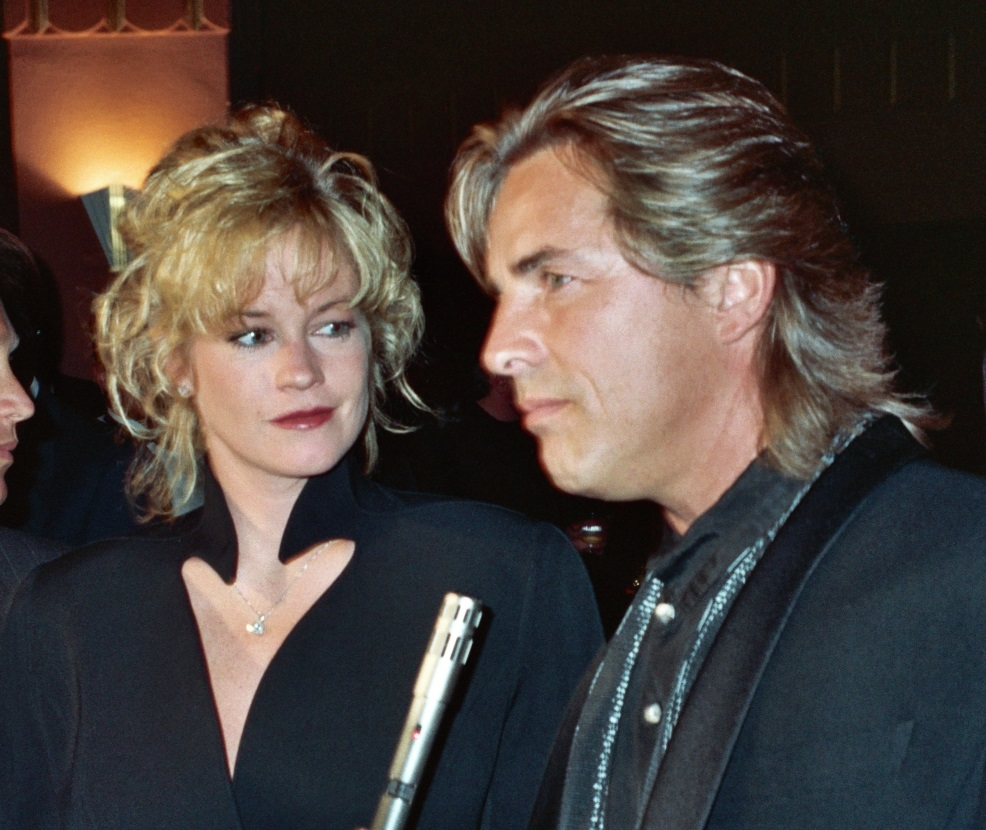
L'actrice avec son troisième époux, Don Johnson, en 1990.

Âgée de neuf mois, Mélanie Griffith apparaît dans des films publicitaires. En 1969, elle tient de petits rôles dans le film Smith ! et en 1973 dans The Harrad Experiment.
À 18 ans, en 1975, elle tourne dans La Fugue (Night Moves) d'Arthur Penn, un rôle qui la catégorise dans les bimbos. En 1976, elle pose nue dans le magazine Playboy.
L'actrice passe rapidement aux premiers rôles : pour la comédie Underground Aces (1981), puis surtout pour le thriller Body Double (1984), réalisé par Brian De Palma. L'actrice confirme rapidement avec la comédie Dangereuse sous tous rapports (1986), dont elle partage l'affiche avec Jeff Daniels. Après quelques petits échecs dans des genres dramatiques différents, elle s'impose de nouveau dans une comédie, cette fois romantique : Working Girl (1988), dont elle partage l'affiche avec Harrison Ford et Sigourney Weaver, est un succès critique et commercial.
Les années 1990 débutent cependant par des échecs : la comédie noire Le Bûcher des vanités, où elle a pourtant pour partenaires Tom Hanks et Bruce Willis est un flop commercial. Quant au drame Une étrangère parmi nous, présenté au Festival de Cannes 1992, il s'agit de l'un des deux échecs de la décennie pour le cinéaste Sidney Lumet. Pourtant l'actrice connaît ensuite plusieurs véritables succès critiques: une comédie romantique La surprise/Milk Money (1994), le drame Un homme presque parfait (1995), où elle fait partie du casting quatre étoiles entourant la star Paul Newman, puis le thriller Lolita (1997), de Adrian Lyne, où elle a pour partenaires Jeremy Irons et la jeune Dominique Swain, et un film policier Another Day in Paradise (1998/99); présenté en compétition au Festival du film policier de Cognac en 1999, Another Day in Paradise y obtient le Grand Prix du Jury; il est aussi nommé pour le Prix Spécial du Jury, le Prix de la Critique, le Prix du Public et le Prix "Sang neuf".
Après les échecs, coup sur coup, des comédies noires La Tête dans le carton à chapeaux (1999), première réalisation de son mari à la ville Antonio Banderas, et de Cecil B. Demented (2000), présenté au Festival de Cannes, elle passe au second plan[non neutre].
Durant les années 2000-2010, elle se contente[Interprétation personnelle ?] de seconds rôles dans des films indépendants ou sortant directement en vidéo. Seuls projets notables[réf. nécessaire] : une apparition dans la satire The Disaster Artist (2017), réalisée par James Franco, et le drame The Pirates of Somalia, écrit et réalisé par Bryan Buckley.

### Vie privée

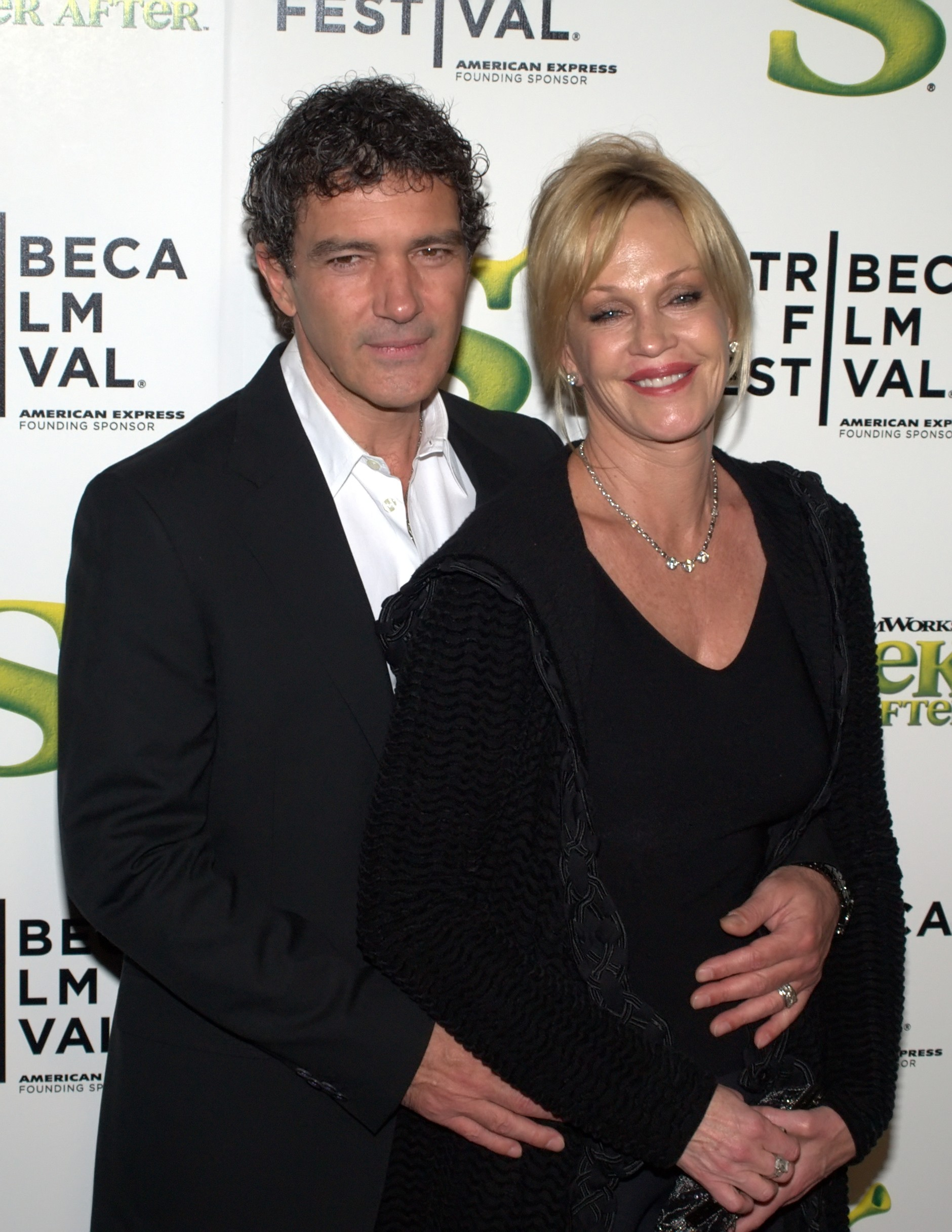
L'actrice avec son quatrième époux, Antonio Banderas, en mai 2010.

En 1972, à l'âge de 14 ans, Melanie Griffith rencontre l'acteur américain, Don Johnson — alors âgé de 22 ans — sur le tournage du film The Harrad Experiment. Ils entament une liaison assez rapidement, puis se marient le 8 janvier 1976, lorsqu’elle a 18 ans, avant de divorcer six mois plus tard. En 1974, à l'âge de 16 ans, elle a eu une brève liaison avec l'acteur et réalisateur de 36 ans, Warren Beatty. Elle a également été la maîtresse de Jack Nicholson, puis a eu une relation avec l'acteur Ryan O'Neal de 1976 à 1977. Dans son autobiographie, intitulée A Paper Life, Tatum O'Neal, la fille de Ryan O'Neal, confie que Melanie Griffith l'aurait entraînée dans une orgie avec l'actrice Maria Schneider et un coiffeur, alors qu'elle était toujours en couple avec son père. 
Le 8 septembre 1981, à l'âge de 24 ans, elle se marie pour la deuxième fois avec l'acteur américano-cubain, Steven Bauer, après un an de relation. De cette union naît leur fils, Alexander Griffith-Bauer, le 22 août 1985. Le couple se sépare deux ans après sa naissance, puis entame une procédure de divorce; celui-ci est prononcé en 1989.
En 1988, Melanie Griffith renoue avec son premier mari, l'acteur Don Johnson. Ils se marient pour la seconde fois le 26 juin 1989, puis deviennent les parents d'une fille, Dakota Mayi Johnson, le 4 octobre 1989. Ils se séparent en 1994, et se réconcilient quelques mois plus tard. Durant leur séparation, Melanie Griffith a une aventure avec le producteur américain, Bryan Kestner. 
En mai 1995, elle quitte définitivement son époux Don Johnson pour vivre en couple avec l'acteur et réalisateur espagnol, Antonio Banderas. Le couple se marie le 14 mai 1996, trois mois après le divorce d’avec Don Johnson. Griffith et Banderas deviennent les parents d'une fille, Stella del Carmen Banderas, le 24 septembre 1996. Ils se séparent en juin 2014, puis divorcent un an et demi plus tard, en décembre 2015, après plus de dix-neuf ans de mariage. 
Par son père, Melanie Griffith a un demi-frère, Clay A. Griffith, et une demi-sœur, Tracy Griffith, enfants de l'actrice Nanita Greene.
En 2009, elle annonce avoir été guérie d'un cancer de la peau diagnostiqué quelques mois auparavant. En 2017, elle révèle être atteinte d'une tumeur, un carcinome basocellulaire sur le nez. En octobre 2017, elle révèle être épileptique.

## Filmographie

### Cinéma
- 1969 : Smith ! de Michael O'Herhily : Extra
- 1973 : The Harrad Experiment de Ted Post : une étudiante
- 1975 : La Fugue (Night Moves) d'Arthur Penn : Delly Grastner
- 1975 : La Toile d'araignée (The Drowning Pool) de Stuart Rosenberg : Schuyler Devereaux
- 1975 : Smile de Michael Ritchie : Karen Love
- 1977 : Ha-Gan (The Garden) de Victor Nord : la jeune femme
- 1977 : One on One (en) de Lamont Johnson : The Hitchhiker
- 1977 : Joyride (en) de Joseph Ruben : Susie
- 1981 : Underground Aces (en) de Robert Butler : Lucy
- 1981 : Roar de Noel Marshall : Melanie
- 1984 : New York, deux heures du matin (Fear City) de Abel Ferrara : Loretta
- 1985 : Body Double de Brian De Palma : Holly
- 1987 : Dangereuse sous tous rapports (Something Wild) de Jonathan Demme : Audrey « Lulu » Hankel
- 1987 : Cherry 2000 de Steve De Jarnatt : Edith E. Johnson
- 1988 : Milagro (The Milagro Beanfield War) de Robert Redford : Flossie Devine
- 1988 : Un lundi trouble (Stormy Monday) de Mike Figgis : Kate
- 1989 : Working Girl de Mike Nichols : Tess McGill
- 1990 : Deux femmes pour un tueur (In the Spirit) de Sandra Seacat : Lureen
- 1990 : Fenêtre sur Pacifique (Pacific Heights) de John Schlesinger : Patty Palmer
- 1990 : Le Bûcher des vanités (The Bonfire of the Vanities) de Brian De Palma : Maria Ruskin
- 1991 : Paradise de Mary Agnes Donoghue : Lily Reed
- 1992 : Une lueur dans la nuit (Shining Through) de David Seltzer : Linda Voss
- 1993 : Quand l'esprit vient aux femmes (Born Yesterday) de Luis Mandoki : Emma « Billy » Dawn
- 1993 : Une étrangère parmi nous (A Stranger Among Us) de Sidney Lumet : Emily Eden
- 1994 : La Surprise (Milk Money) de Richard Benjamin : V
- 1995 : Souvenirs d'un été (Now and Then) de Lesli Linka Glatter : Tina « Teeny » Tercell
- 1995 : Un homme presque parfait (Nobody's Fool) de Robert Benton : Toby Roebuck
- 1996 : Two Much de Fernando Trueba : Betty
- 1996 : Les Hommes de l'ombre (Mulholland Falls) de Lee Tamahori : Katherine
- 1998 : Lolita de Adrian Lyne : Charlotte Haze
- 1998 : La Dernière Preuve (Shadow of Doubt) de Randal Kleiser : Kitt Devereux
- 1999 : Another Day in Paradise de Larry Clark : Sid
- 1999 : Celebrity de Woody Allen : Nicole Oliver
- 1999 : La Tête dans le carton à chapeaux (Crazy in Alabama) de Antonio Banderas : Lucille
- 1999 : Citizen Welles de Benjamin Ross : Marion Davies
- 2000 : Cecil B. Demented de John Waters : Honey Whitlock
- 2001 : Coup de foudre pour toujours (Forever Lulu)[9] de John Kaye (en) : Lulu McAfee
- 2001 : Tart de Christina Wayne : Diane Milford
- 2002 : Stuart Little 2 de Rob Minkoff : Margalo (voix)
- 2003 : The Night We Called It a Day de Paul Goldman : Barbara Marx
- 2003 : Les Maîtres du jeu de Damian Nieman : Eve
- 2003 : Tempo de Eric Styles : Sarah James
- 2005 : À la recherche de Debra Winger (Searching for Debra Winger) de Rosanna Arquette : elle-même
- 2012 : The Grief Tourist de Suri Krishnamma : Betsy
- 2012 : Yellow de Nick Cassavetes : Patsy
- 2014 : Autómata de Gabe Ibáñez : Dr Duprè
- 2015 : Days Out of Days de Zoe R. Cassavetes : Kathy
- 2015 : Nerd Herd de Jamie Travis : Celeste
- 2016 : JL Ranch de Charles Robert Craner : Laura Lee
- 2017 : The Pirates of Somalia de Bryan Buckley : Maria Bahadur
- 2017 : The Disaster Artist de James Franco : Jean Shelton
- 2020 : La Voix du succès de Nisha Ganatra : Tess
- 2025 : By Design de Amanda Kremer : la narratrice

### Télévision
- 1976 : Once an Eagle (Feuilleton) : Jinny Massengale
- 1978 : Starsky et Hutch (série) saison 3 épisode 13 (La folie du jeu) : Julie McDermott
- 1978 : The Hardy Boys/Nancy Drew Mysteries (série) : Stacey Blain
- 1978 : Daddy, I Don't Like It Like This (téléfilm) : la fille dans une chambre d'hôtel
- 1978-1979 : Carter Country (série) : Tracy Quinn
- 1978 : Steel Cowboy (téléfilm) : Johnnie
- 1979 : Vegas (série) : Dawn Peters
- 1981 : The Star Maker (téléfilm) : Dawn Barnett Youngblood
- 1981 : Des filles canon (téléfilm) : Pvt. Sylvie Knoll
- 1981 : Golden Gate (téléfilm) : Karen
- 1985 : Alfred Hitchcock présente (série) : une fille
- 1987 : Deux Flics à Miami (Miami Vice) (série) : Christine Von Marburg
- 1990 : Women and Men: Stories of Seduction (téléfilm) : Hadley
- 1995 : Buffalo Girls (téléfilm) : Dora DuFran
- 1998 : Me and George (série)
- 1999 : RKO 281 : La Bataille de Citizen Kane (RKO 281) (téléfilm) : Marion Davies
- 2005 : La Loi de la séduction (Heartless) (téléfilm) : Miranda Wells
- 2005-2006 : Twins (série) : Lee Arnold
- 2006 : Robot Chicken (série) : Hermione Granger
- 2007 : Viva Laughlin (série) : Bunny
- 2010 : Nip/Tuck (série) : Brandie Henry
- 2012 : Raising Hope (série) : Tamara
- 2013 : Hawaii 5-0 (série) : Clara, mère de Danny « Danno » Williams
- 2017 : The Path (série) : Jackie Richards
- 2019 : SMILF (série) : Enid

## Voix françaises
En France, Dorothée Jemma est la voix française régulière de Melanie Griffith. 
| - Dorothée Jemma dans : - Milagro (1988) - Fenêtre sur Pacifique (1990) - Le Bûcher des vanités (1990) - Une lueur dans la nuit (1992) - Une étrangère parmi nous (1992) - Two Much (1995) - Les Hommes de l'ombre (1996) - Les Maîtres du jeu (2004) - La Loi de la séduction (2005) - Twins (2005-2006) - Nip/Tuck (2010) - Raising Hope (2012) - Autómata (2014) - Hawaii 5-0 (2014-2016) - The Disaster Artist (2017) - The Path (2017) - SMILF (2019) | - Béatrice Agenin dans : - Working Girl (1988) - Un homme presque parfait (1994) - Claudine Grémy dans : - Quand l'esprit vient aux femmes (1993) - Buffalo Girls (1995) - Michèle Buzynski dans : - La Dernière Preuve (1998) - La Tête dans le carton à chapeaux (1999) Et aussi - Sylviane Margollé dans La Fugue (1975) - Sylvie Feit dans La Toile d'araignée (1975) - Élisabeth Wiener dans Body Double (1984) - Janine Forney dans New York, deux heures du matin (1984) - Maïk Darah dans Dangereuse sous tous rapports (1986) - Annie Balestra dans Cherry 2000 (1987) - Virginie Ledieu dans Un lundi trouble (1988) - Stéphanie Murat dans La Surprise (1994) - Marie-Laure Dougnac dans Lolita (1997) - Céline Monsarrat dans Celebrity (1998) |

## Distinctions

### Récompenses
- National Society of Film Critics Awards 1985 : meilleure actrice dans un second rôle pour Body Double
- Golden Globes 1989 : Meilleure actrice pour Working Girl
- Boston Society of Film Critics Awards 1989 : Meilleure actrice pour Working Girl
- Golden Camera 1992 : meilleure actrice pour Une lueur dans la nuit
- Razzie Awards 1993 : Pire actrice pour Une lueur dans la nuit et pour Une étrangère parmi nous
- Razzie Awards 1997 : Pire actrice pour Les hommes de l'ombre
- Prix Sant Jordi du cinéma 2000 : meilleure actrice étrangère pour Another Day in Paradise et pour La Tête dans le carton à chapeaux

### Nominations
- New York Film Critics Circle Awards 1984 : meilleure actrice dans un second rôle pour Body Double
- Golden Globes 1985 : Meilleure actrice dans un second rôle pour Body Double
- Golden Globes 1987 : Meilleure actrice pour Dangereuse sous tous rapports
- National Society of Film Critics Awards 1989 : meilleure actrice pour Working Girl
- Oscars 1989 : Meilleure actrice pour Working Girl
- British Academy Film Awards 1990 : Meilleure actrice pour Working Girl
- Razzie Awards 1991 : Pire actrice pour Le bûcher des vanités
- Razzie Awards 1994 : Pire actrice pour Quand l'esprit vient aux femmes
- Golden Globes 1996 : Meilleure actrice dans un second rôle dans une série, une mini-série ou un téléfilm pour Buffalo Girls
- Razzie Awards 1997 : Pire actrice pour Two Much
- Golden Globes 2000 : Meilleure actrice dans une mini-série ou un téléfilm pour RKO 281 : La Bataille de Citizen Kane
- Primetime Emmy Awards 2000 : Meilleure actrice dans un second rôle dans une mini-série ou un téléfilm pour RKO 281 : La Bataille de Citizen Kane
- Razzie Awards 2000 : Pire actrice pour La Tête dans le carton à chapeaux
- Razzie Awards 2001 : Pire  actrice pour Cecil B. Demented
- Australian Film Institute 2003 : meilleure actrice dans un second rôle pour The Night We Called It a Day